# Bas-Conflent

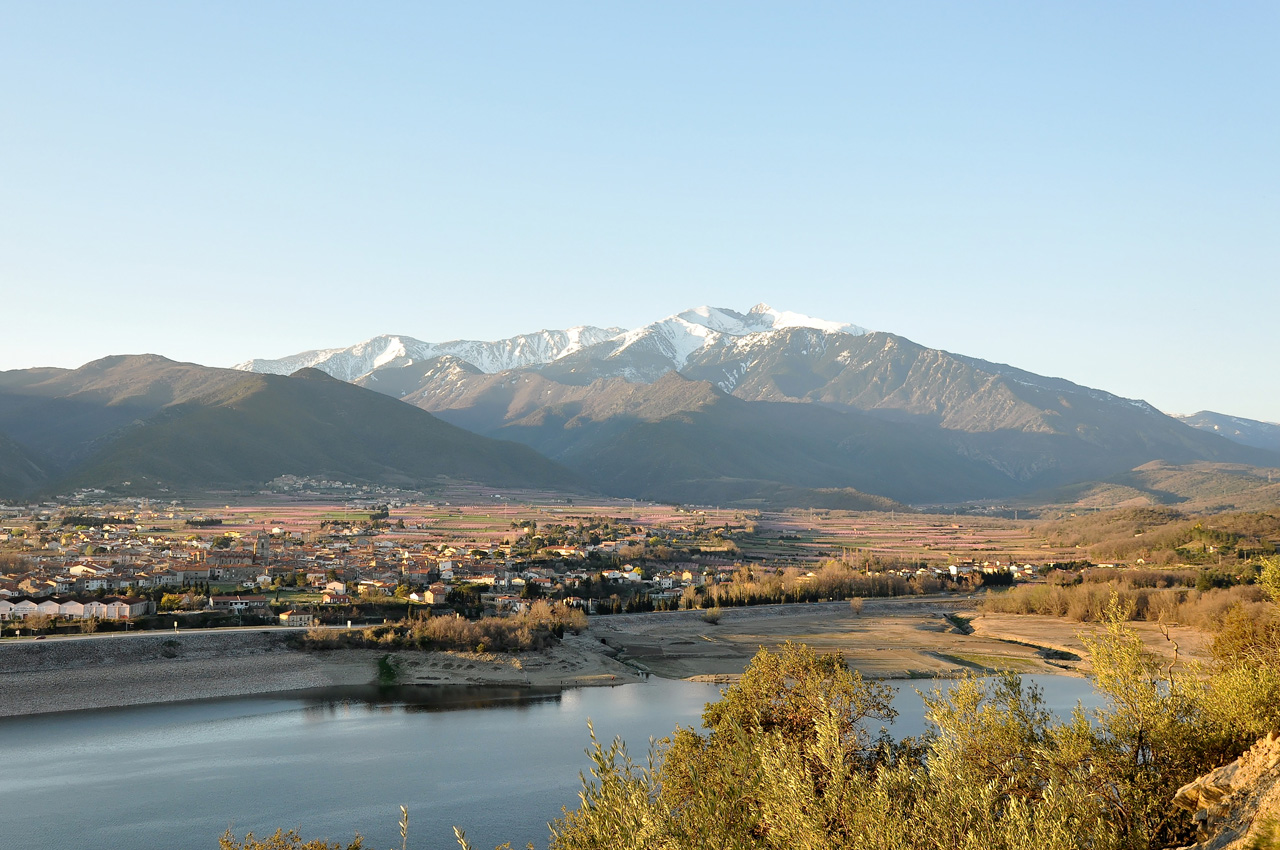
Vinça, avec le Canigo en fond

Le Bas-Conflent est une petite région naturelle à l'est du Conflent, en Catalogne Nord, et se compose des vergers de Prades et Vinça, lesquels forment le bassin de la Têt. 
Elle se situe entre le Ribéral à l'est et le Moyen-Conflent à l'ouest. 
Par le nord, sa limite est avec le Sournia (Massif du Madrès), et au sud, avec le massif du Canigo.
Selon la Grande Encyclopédie Catalane, le Bas-Conflent comprend les communes de Taurinya et Ria-Sirach qui ainsi constituent la limite occidentale. 
L'aspect géographique le plus singulier du Bas-Conflent sont les terrasses constituées autour de Prades et Eus, qui comprennent le plateau de Dalt, le plateau de Baix et le plateau de Eus, qui forment des escaliers qui arrivent jusqu'au Plateau de Sournia, auquel appartiennent Arboussols et Montalba-le-Château, la limite nord de la sous-région.